# Strada Statale 20 del Colle di Tenda e di Valle Roja
Die Strada Statale 20 (SS20) ist eine italienische Staatsstraße, die 1928, durch Frankreich unterbrochen, zwischen der SS10 in Moncalieri und Ventimiglia festgelegt wurde. Sie trägt wegen ihres Verlaufes durch den Straßentunnel unter dem Col de Tende und durch das Tal der Roja als namentlichen Titel del Colle di Tenda e di Valle Roja. In Frankreich wurde sie durch die 1860 bzw. 1875 festgelegten Nationalstraßen 204 und 204B verbunden. Diese tragen heute durchgehend die Nummer D6204 und werden bei der fortlaufenden Kilometrierung der Straße mitgezählt, sodass die Länge der SS20 stellenweise mit 150,85 Kilometern angegeben wird.
Zurück geht die SS20 auf die 1923 festgelegte Strada nazionale 42. 1947 wurde nach dem Zweiten Weltkrieg der Grenzverlauf zu Frankreich neu gezogen. Dadurch verkürzte sie sich um etwa 23 Kilometer. Ihre Gesamtlänge (ohne die französische Unterbrechung) betrug ab dem Zeitpunkt 111,4 Kilometer. Durch ein Gesetz von 1998 wurde sie 2001 zwischen Moncalieri und Cuneo zur Strada regionale herabgestuft. Dieser Abschnitt wurde 2008 zur Strada provinciale, die in der Nummer den Zusatz R erhielt. Dadurch wurde auch die bisherige SP20 del Campo Esperienze in SP720 umbenannt. 2021 wurde dies für den Abschnitt Carmagnola - Cuneo wieder rückgängig gemacht. Damit ist lediglich der Anschnitt Moncalieri und Carmagnola Provinzstraße, der Rest ist wieder Staatsstraße.
1991 erfolgte die Verlegung auf eine östliche Umgehung um la Loggia; 1992 entsprechendes bei Carignano. 1995 erfolgte die Inbetriebnahme der Nordostumgehung von Roccavione und Robilante. Airole wird seit 1996 umgangen. Dafür wurden zwei Tunnel erstellt. Zurzeit wird am Tende ein zweiter Straßentunnel gebaut, da der vorhandene wegen seines Profiles nur für PKW und Motorräder im Zweirichtungsverkehr betrieben werden kann und für LKW zeitweise im einstündigen Einbahnverkehr.